# Klaus Kirchgässner
Klaus Kirchgässner (26 de dezembro de 1931 — 9 de julho de 2011) foi um matemático alemão.
Foi membro da Academia de Ciências de Heidelberg, membro honorário da International Society for the Interaction of Mechanics and Mathematics (ISIMM) e da Gesellschaft für Angewandte Mathematik und Mechanik (GAMM).